# Pontes Gestal
Pontes Gestal é um município brasileiro do estado de São Paulo. A cidade tem uma população de 2.518 habitantes (IBGE/2010).

## História

### Formação territorial-administrativa
Histórico da formação do município:
- Antigo povoado de Gestal.
- Distrito criado com a denominação de Pontes Gestal, no município de Américo de Campos, pela Lei nº 233, de 24/12/1948.
- Município criado pela Lei nº 8.092, de 28/12/1964.

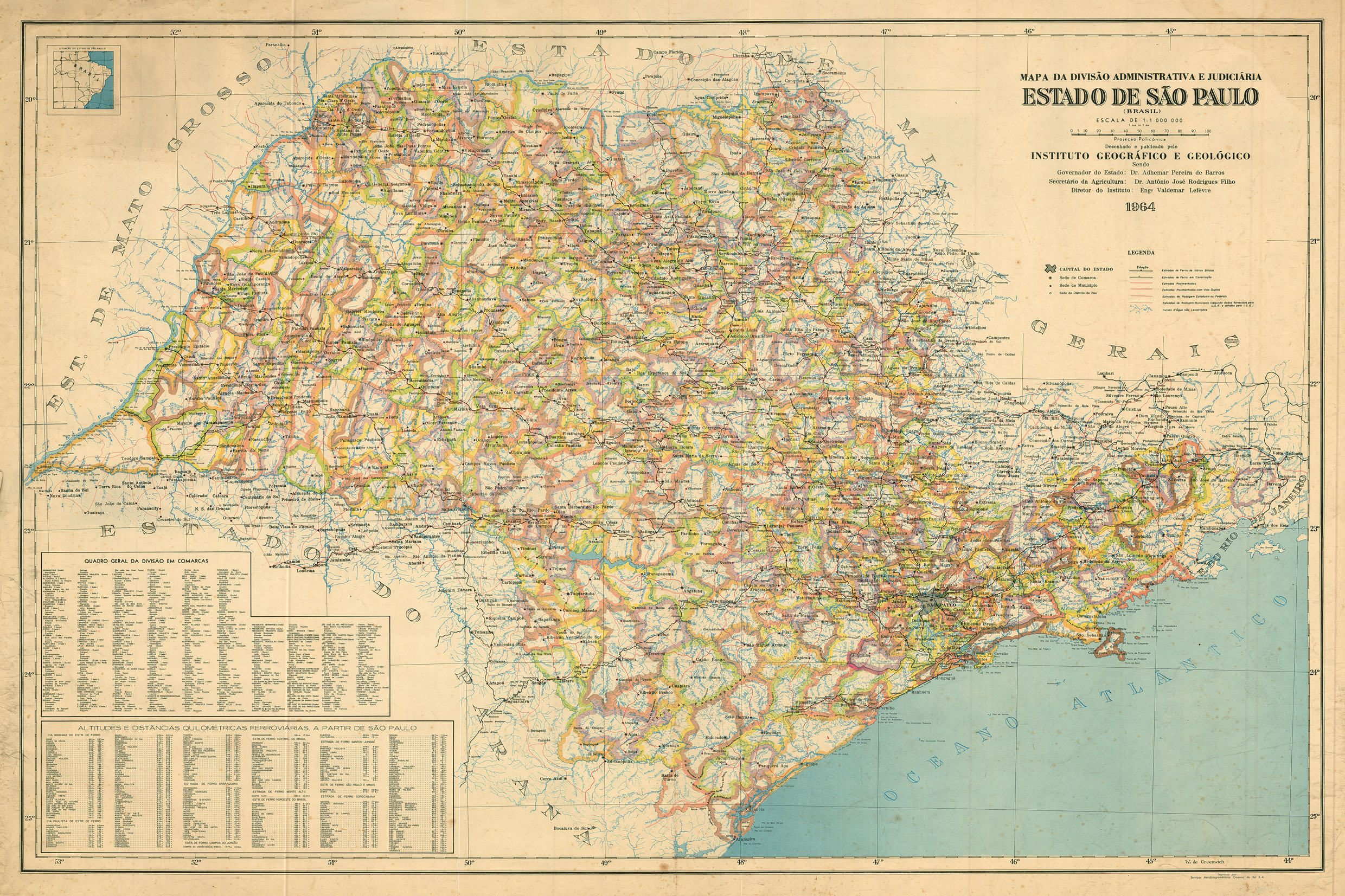
Estado de São Paulo (1964).

## Demografia

### População
| Crescimento populacional                             | Crescimento populacional | Crescimento populacional | Crescimento populacional |
| Ano                                                  | População Total          |                          | %±                       |
| ---------------------------------------------------- | ------------------------ | ------------------------ | ------------------------ |
| 1970                                                 | 3 447                    |                          | —                        |
| 1980                                                 | 2 859                    |                          | −17,1%                   |
| 1991                                                 | 2 965                    |                          | 3,7%                     |
| 2000                                                 | 2 539                    |                          | −14,4%                   |
| 2010                                                 | 2 518                    |                          | −0,8%                    |
| 2022                                                 | 2 387                    |                          | −5,2%                    |
| Est. 2024                                            | 2 415                    | [ 6 ]                    | 1,2%                     |
| Fontes: Censos Demográficos IBGE e Estimativas SEADE |                          |                          |                          |

### Dados demográficos
Dados do Censo - 2010
População total: 2.518
- Urbana: 2.123
- Rural: 395
- Homens: 1.256[10]
- Mulheres: 1.262

Densidade demográfica (hab./km²): 11,58
Dados do Censo - 2000
Mortalidade infantil até 1 ano (por mil): 22,39
Expectativa de vida (anos): 68,07
Taxa de fecundidade (filhos por mulher): 2,95
Taxa de alfabetização: 85,72%
Índice de Desenvolvimento Humano (IDH-M): 0,749
- IDH-M Renda: 0,677
- IDH-M Longevidade: 0,718
- IDH-M Educação: 0,853

(Fonte: IPEADATA)

## Geografia
Localiza-se a uma latitude 20º10'00" sul e a uma longitude 49º42'12" oeste, estando a uma altitude de 449 metros. Possui área de 217,4 km². É cercada por represas e próxima dos rios Preto e Turvo.

## Infraestrutura

### Comunicações
O sistema de telefones automáticos foi inaugurado na cidade em 1982 pela Telecomunicações de São Paulo (TELESP), que também implantou o sistema de discagem direta à distância (DDD) em 1986 com o código de área (0174). Anteriormente a cidade era atendida pela Companhia de Telecomunicações do Estado de São Paulo (COTESP).
Na década de 90 o código DDD da cidade foi alterado para (017), para padronização do sistema telefônico com a telefonia celular que estava sendo implantada em todo o estado.

## Religião
O Cristianismo se faz presente na cidade da seguinte forma:

### Igreja Católica
- A igreja faz parte da Diocese de Votuporanga.[15]

### Igrejas Evangélicas
- Assembleia de Deus Ministério do Belém.[16][17]
- Congregação Cristã no Brasil.[18]